# Lietuvos Lyga 1993-1994
L'edizione 1992-1993 della Lietuvos Lyga fu la quarta del massimo campionato lituano dal ritorno all'indipendenza; .
L'edizione 1993-94 della Lietuvos lyga vide la vittoria finale del ROMAR Mažeikiai, giunto al suo 1º titolo.
Capocannoniere del torneo furono Vaidotas Šlekys (Ekranas Panevėžys) e Rimantas Žalys (FBK Kaunas), con 16 reti.

## Formula
Le squadre passarono da 14 a 12: al posto delle retrocesse Snaigė Alytus e Minija Kretinga e della fallita ALK Neris Vilnius, fu ammesso il solo Žydrius Marijampolė, squadra appena formata.
La formula fu modificata rispetto alla precedente stagione: le 12 squadre si incontrarono in un'unica fase, un girone unico con turni di andata e ritorno, per un totale di 22 incontri.
Le squadre classificate agli ultimi tre posti retrocessero.

## Classifica finale
|                     | Pos. | Squadra                  | Pt | G  | V  | N | P  | GF | GS | DR  |
| ------------------- | ---- | ------------------------ | -- | -- | -- | - | -- | -- | -- | --- |
| Lituania (bandiera) | 1.   | ROMAR Mažeikiai          | 38 | 22 | 17 | 4 | 1  | 53 | 10 | +43 |
|                     | 2.   | Žalgiris                 | 37 | 22 | 17 | 3 | 2  | 57 | 13 | +44 |
|                     | 3.   | Ekranas                  | 31 | 22 | 13 | 5 | 4  | 48 | 12 | +36 |
|                     | 4.   | Panerys Vilnius          | 29 | 22 | 12 | 5 | 5  | 35 | 17 | +18 |
|                     | 5.   | FBK Kaunas               | 28 | 22 | 12 | 4 | 6  | 31 | 18 | +13 |
|                     | 6.   | Aras Klaipėda            | 21 | 22 | 6  | 9 | 7  | 31 | 27 | +4  |
|                     | 7.   | Sirijus Klaipėda         | 19 | 22 | 7  | 5 | 10 | 25 | 31 | -6  |
|                     | 8.   | Inkaras Kaunas           | 16 | 22 | 4  | 8 | 10 | 22 | 34 | -12 |
|                     | 9.   | Sakalas Šiauliai         | 15 | 22 | 6  | 3 | 13 | 22 | 50 | -28 |
|                     | 10.  | Geležinis Vilkas Vilnius | 13 | 22 | 3  | 7 | 12 | 14 | 50 | -36 |
|                     | 11.  | Žydrius Marijampolė      | 9  | 22 | 1  | 7 | 14 | 12 | 46 | -34 |
|                     | 12.  | Tauras-Karšuva Tauragė   | 8  | 22 | 2  | 4 | 16 | 13 | 55 | -42 |

### Verdetti
- ROMAR Mažeikiai Campione di Lituania 1993-94.
- ROMAR Mažeikiai Ammesso al turno preliminare di Coppa UEFA 1994-1995.
- Geležinis Vilkas Vilnius, Žydrius Marijampolė e Tauras-Karšuva Tauragė retrocesse in I lyga.